# Purcărete, Bistrița-Năsăud
Purcărete ( maghiară Porkerec) este un sat în comuna Negrilești din județul Bistrița-Năsăud, Transilvania, România.